# Jacob Mumenthaler-Marti
Jacob Mumenthaler-Marti (* Juni 1737 in Langenthal; † 8. März 1787 ebenda) war ein Schweizer Wundarzt und Chirurg. Er entstammt der Familie Mumenthaler.

## Leben
Mumenthaler-Marti ging zur Lehre bei seinem Vater Johann Georgius Mumenthaler-Geiser als Arzt und medizinischer Schriftsteller und erhielt seinen Lehrbrief 1752. Er besuchte die Universität Strassburg. Dann zog er nach Berlin und erhielt eine Ausbildung am Krankenbett in der Charité, dem grossen Spital von Berlin.
1756 trat er als Schiffschirurg für zwei Jahre in den Dienst des holländischen Kriegsschiffes Zuylefeld. Dabei nahm er an zwei Reisen teil. Die Zweite brachte ihn von Rotterdam über Gibraltar nach Málaga, Tunis, Smyrna und wieder zurück. Bei Malta erlebte er einen ungewöhnlich heftigen Sturm. Danach war er Chirurg im Schweizerregiment von Diessbach, welches sich damals im Siebenjährigen Krieg auszeichnete. 1762 in Strassburg quittierte Jacob Mumenthaler den Dienst. Nach einer Meisterprüfung 1763 in Burgdorf bei Bern nahm er die Tätigkeit als Wundarzt und Chirurg in Langenthal auf.